# Алекс Лаутерстейн
Алекс Лаутерстейн (Alex Lauterstein) е американски хаус DJ от уругвайски произход.
Музиката му е силно повлияна от европейския саунд, който преобладава и в южноамериканските клубове в съчетание с типичния за Ибиса стил. Страст му е да миксира европейски транс и нюйоркски хард-хаус.
Роден в Уругвай, през 1992 г. емигрира в САЩ. Дотогава студент по архитектура, в Ню Йорк работи като преводач, сервитьор и модел.
Отначало започва да миксира само за удоволствие, но скоро талнатът му е оценен от Нюйоркския клуб „Наубар“ (Nowbar). Не след дълго той става търсен и от много от най-престижните нощни клубове в града, а Дани Теналя го кани да подгрява участията му. Талантът му не остава скрит и за Петер Раухофер, с който под името Size queen заедно работят по няколко парчета. Сред тях е „K-hole“, което Лаутерстейн миксира и става и първия негов комерсиално издаден ремикс. През 1998 г. е поканен да открие летния сезон на легендарния Нюйоркски нощен клуб Лаймлайт (Limelight). Там е забелязан от Марк Бъркли и Джон Блеър – организатори на партита. Дуото представя неотдавна дебютиралия Лаутерстейн и уникалния му саунд на няколко елитни партита в най-известните клубове на Ню Йорк.
Поради репутацията, която си създава, Лаутерстейн е канен често, както в други американски градове, така и в чужбина. Има много участия в Канада, Южна Америка (от където произхожда) и дори в Токио, където е поканен за участие в парти а представяне на италианска мъжка модна колекция.
Алекс работи по 2 студийни проекта. Единият е съвместен с Хейли Мос и се казва „Three wing butterfly“ – ще съчетава филмова музика с електроника и хаус. Първото им съвместно парче е миксирано от Петер Раухофер. Освен това Лаутерстейн работи по следващия самостоятелен и изцяло авторски албум от поредицата „Global groove“, след излизането на който Алекс ще направи промоционално турне.

## Дискография
- HX Project (2000)
- Global Groove: Feel My Drums (2001)
- Global Groove: Chill Out (2002)